# Ефект очікувань спостерігача
Ефект очікувань спостерігача (англ. observer-expectancy effect, також ефект очікувань експериментатора, упередження очікувань, ефект спостерігача або ефект експериментатора) є однією з форм реактивності, при якій когнітивне упередження дослідника змушує його несвідомо впливати на учасників експерименту. Підтверджувальне упередження може призвести експериментатора до неправильної інтерпретації результатів через схильність шукати інформацію, яка відповідає їх гіпотезі, та нехтувати інформацією, яка суперечить гіпотезі. Це представляє серйозну загрозу для внутрішньої валідності дослідження, і тому, як правило, контролюється з допомогою організації «подвійно сліпого експерименту» (тобто такого, де дослідники до завершення аналізу не знають, які учасники належать до контрольної групи, а які — ні).
Ненауковий приклад ефекту очікувань спостерігача проявляється в «посланні на диску», начебто прихованих словесних повідомленнях, які можна почути, коли музичний запис програється у зворотний бік. Деякі люди очікують почути приховані повідомлення при прослуховуванні пісні заднім ходом, а тому чують повідомлення, але для більшості це звучить як не більш ніж випадкові звуки. Часто коли пісня програється задом наперед, слухач не помітить «приховані» тексти, поки йому явно на них не вкажуть, після чого вони очевидні. Інші відомі приклади включають полегшене спілкування і біолокацію.
У дослідженні упередження експериментатора виникає, коли очікування експериментатора щодо результатів дослідження викривляють цей результат. Приклади упередження експериментатора включають в себе свідомий або несвідомий вплив на поведінку суб'єктів, включаючи створення потрібних характеристик, які впливають на суб'єктів, та змінений або вибірковий запис результатів самих експериментів.

## Ефект очікувань спостерігача
Експериментатор може внести когнітивне упередження у дослідження декількома способами. У тому, що називається ефект очікувань спостерігача, експериментатор може ненав'язливо повідомити учасникам про свої очікування щодо підсумків дослідження, змушуючи їх змінювати свою поведінку, щоб відповідати цим очікуванням. Такі ефекти очікувань спостерігача є майже універсальні в інтерпретації людських даних в рамках очікувань і в присутності недосконалих культурних та методологічних норм, що мають заохочувати або забезпечити об'єктивність.
Класичний приклад упередженості експериментатора — це «розумний Ганс» (нім. der Kluge Hans), кінь породи орловський рисак, який на переконання його власника фон Остена вмів виконувати арифметичні й інші завдання. У результаті великого суспільного інтересу до «розумного Ганса», філософ і психолог Карл Штумпф, разом зі своїм помічником Оскар Пфунгстом, розслідував ці твердження. Виключивши просте шахрайство, Пфунгст визначив, що кінь може правильно відповісти навіть коли фон Остен не задавав питання. Втім, кінь був не в змозі відповісти правильно, коли він не бачив того, хто ставив питання, або якщо ця людина сама не знала правильної відповіді: коли фон Остен знав відповіді на питання, Ганс відповідав правильно 89 % часу. Однак, коли фон Остен не знав відповідей, Ганс вгадав лише 6 % відповідей. Пфунгст потім перейшов до детального вивчення поведінки того, хто ставив питання, і показав, що коли стукання копитом коня наближалися до правильної відповіді, поза і вираз обличчя того, хто його поставив, змінювалися чином, який відповідає зростанню напруженості, яка спадала, коли кінь робив заключний, правильний стук. Це дало розуміння, що кінь навчився використовувати такі сигнали як посилений сигнал припинити стук.
Упередження експериментатора також впливає на людей-суб'єктів. Як приклад, учені порівняли поведінку двох груп, яким дали однакові завдання (розглянути портретні фотографії та оцінити, наскільки успішна кожна людина на них, за шкалою від -10 до 10), але з різними очікуваннями експериментатора.
В одній групі («Група А»), експериментаторам сказали очікувати позитивні оцінки учасниками, в той час як в іншій групі («Група Б»), експериментаторам сказали очікувати негативних оцінок. Дані, отримані від групи А, були значно і істотно більш оптимістичними оцінками, ніж дані, отримані від групи Б. Дослідники припустили, що експериментатори давали тонкі, але чіткі сигнали, які учасники експерименту врахували у відповідях.

## Де може виникнути упередженість
За результатами огляду упередженості в клінічних випробуваннях було зроблено висновок, що упередженість може статись на будь-якому або всіх з семи етапів досліджень, які включають:
1. Селективне початкове читання фахової літератури
2. Визначення і відбір досліджуваної вибірки
3. Виконання експериментальних маневрів (або піддавання впливу)
4. Вимірювання впливів та результатів
5. Аналіз даних
6. Інтерпретація та обговорення результатів
7. Публікація результатів (або ні)

Основним джерелом упередження є недостатня об'єктивність. Це може відбуватися більш часто в соціологічних і медичних дослідженнях, можливо, через стимули (напр. перспектива отримання гранту). Упередження експериментатор можна також знайти у деяких фізичних науках, наприклад, коли експериментатор селективно округлює вимірювання. Методи подвійного сліпого відбору можуть застосовуватися для боротьби з упередженістю.

## Класифікація
Сучасні електронні або комп'ютеризовані методи збору даних значно знижують ймовірність такої упередженості, але він все ще може бути отриманий через погано розроблену методику аналізу. Упередження експериментатора ухил не визнавали аж до 1950-х і 1960-х, а навіть тоді це було визнано насамперед у медичних експериментах і дослідженнях. Сакетт у праці 1979 року зареєстрував 56 упереджень, які можуть виникнути в процесі відбору проб і вимірювань в клінічних дослідженнях, в рамках вищевказаних перших шести етапів дослідження:
1. у початковому читанні фахової літератури
  1. упередження риторики
  2. упередження літератури «все добре»
  3. упередження односторонніх посилань
  4. упередження позитивних результатів
  5. упередження «гарячої теми»
2. у визначенні і відборі досліджуваної вибірки
  1. упередження популярності
  2. доцентрове упередження
  3. упередження спрямованого фільтру
  4. упередження діагностичного доступу
  5. упередження діагностичної підозри
  6. упередження сигналу виявлення
  7. упередження мімікрії
  8. упередження попередньої думки
  9. упередження неправильного розміру вибірки
  10. упередження Берксона (рівня надходження)
  11. упередження Неймана (поширеності захворюваності)
  12. упередження діагностичної «моди»
  13. упередження чистоти діагностики
  14. упередження відбору процедури
  15. упередження відсутності клінічних даних
  16. упередження неодночасного контролю
  17. упередження часу початку
  18. упередження неприйнятної хвороби
  19. упередження мігратора
  20. упередження членства
  21. упередження нереагування
  22. упередження волонтера
3. у виконанні експериментальних маневрів (або піддаванні впливу)
  1. упередження забруднення
  2. упередження відміни (абстиненції)
  3. упередження комплаєнсу
  4. упередження терапевтичної особистості
  5. упередження контролю фіктивності
4. у вимірюванні впливів та результатів
  1. упередження нечутливого заходу
  2. упередження причини у підґрунті
  3. упередження переваги останньої цифри
  4. упередження побоювання (недоброго передчуття)
  5. упередження неприйнятності
  6. упередження підлабузництва
  7. упередження очікування
  8. гра в заміну
  9. упередження родинних даних
  10. упередження підозри у зовнішньому впливі
  11. упередження пригадування
  12. упередження уваги
  13. упередженні інструменту
5. у аналізі даних
  1. упередження значущості після події (post-hoc)
  2. упередження спрямованого пошуку даних
  3. упередження деградації масштабу
  4. упередження "прибирання"
  5. упередження повторюваних підглядань
6. у інтерпретації результатів
  1. упередження помилкового впізнання
  2. упередження когнітивного дисонансу
  3. упередження величини (магнітуди)
  4. упередження значущості
  5. упередження кореляції
  6. упередження недостатнього вичерпання

## Запобігання
Методи подвійного сліпого відбору можуть бути використані для боротьби з упередженням, оскільки при їх застосуванні ні експериментатор, ні суб'єкт не знають, з якої умови надходять дані.
Можна припустити, що, в силу центральної граничної теореми статистики, збір більш незалежних вимірювань дозволить підвищити точність оцінки, тим самим зменшуючи упередженість. Однак при цьому передбачається, що вимірювання статистично незалежні. У випадку упередження експериментатора, заходи поділяють корелюючу упередженість: просте усереднення цих даних не призведе до поліпшення статистики, але може просто відображати взаємозв'язки між окремими вимірами і відсутність їх незалежного характеру.

## Приклади

### У медичних науках
У медичних науках складність живих систем та етичні обмеження можуть обмежити здатність дослідників здійснювати контрольовані експерименти. В таких умовах наукове знання про досліджуване явище і систематичне усунення ймовірних причин упередження, шляхом виявлення супутніх факторів, є єдиним способом ізолювати справжні причинно-наслідкові зв'язки. Упередження експериментатора в епідеміології було краще вивчені, ніж в інших науках.
Ряд досліджень «духовного зцілення» демонструють, як формат дослідження може привнести упередження  експериментатора у результати. Порівняння двох досліджень показує, що невеликі відмінності в форматі тестів можуть негативно позначитися на результатах одного з них. Різниця пояснюється очікуваним результатом: позитивний або негативний результат, а не позитивний або нейтральний. Стаття 1995 року Ходжеса & Скофілда про «духовне зцілення»використовувала темпи зростання насіння крес-салату, як їх незалежну змінну для того, щоб виключити відповідь-плацебо або упередження учасника. Дослідження показало позитивні результати, оскільки результати випробувань для кожного зразка відповідали намірам цілителів, що зцілення має або не має відбутися. Однак цілитель, що брала участь в експерименті, була особистою знайомою авторів дослідження, що створює реальну можливість упередженості експериментатора. Рандомізоване клінічне дослідження, опубліковане у 2001 році, вивчало ефективність духовного зцілення (як на відстані, так і віч-на-віч з пацієнтом) в лікуванні хронічного болю у 120 пацієнтів. За цілителями спостерігали «цілителі-імітатори», які потім імітували рухи цілителі у контрольній групі, мовчки відраховуючи назад від п'яти, що було наміром нейтральним, а «не слід вилікувати». Дослідження показало зменшення больового синдрому у всіх групах пацієнтів, але також і «відсутність статистично значущих відмінностей між групою з цілителем та контрольною групою..» Був зроблений висновок, що конкретний ефект стаціонарного або дистанційного «духовного зцілення» хронічного болю не може бути доведений.

### У фізичних науках
Коли досліджуваний сигнал слабший, ніж помилка округлення вимірювань, і дані надмірно усереднюють, позитивний результат може бути знайдений там, де його немає (тобто більш точний експериментальний апарат буде послідовно показувати відсутність сигналу). Наприклад, дослідження варіації зоряного часу, з урахуванням округлення заходів людиною, яка усвідомлює значення вимірювання, може призвести до вибірковості в округленні, фактично генеруючи помилковий сигнал. У таких випадках наявність однократно сліпого експериментального протоколу є обов'язковою; якщо спостерігач не знає зоряний час вимірювань, то, навіть коли округлення є невипадковим, він не може створити помилкові зоряні варіації.

### У криміналістиці
Результати наукового тестування можуть бути перекручені, якщо основні дані неоднозначні і вчений отримує вплив від сигналів, які не стосуються питання і викликають емоції. Наприклад, результати криміналістичного дослідження ДНК є неоднозначні, і рішення цих неоднозначностей, особливо при аналізі складних зразків доказів, які містять суміш ДНК двох або більше осіб, деградовану або пригнічену ДНК, або обмежену кількість шаблонів ДНК, може призвести до упередження та помилки. Весь потенціал ДНК тестування може бути реалізовано тільки якщо ефекти спостерігача зводяться до мінімуму.

### У соціальних науках
Крім збору даних, упередження може з'явитись в процесі інтерпретації та аналізу даних. Наприклад, у визначенні того, які змінні контролювати в аналізі, соціологи часто стикаються з компромісом між упередженням невключеної змінної і упередженням після обробки.